# Vratislav Vosátka
Vratislav Vosátka, křtěný Vratislav Karel (28. června 1876 Karlín – 1948 Praha), byl český malíř – krajinář, žák profesora Julia Mařáka.

## Životopis
Narodil se v Karlíně do rodiny strojníka Vojtěcha Vosátky a jeho manželky Magdalény roz. Krejčí.
Po absolvování základní školy dále absolvoval dvě třídy na reálce v Karlíně. Ve školních letech 1895/96 a 1896/97 studoval a úspěšně završil studium na pražské malířské akademii v tzv. krajinářské škole prof. Julia Mařáka. 
V r. 1895 se zúčastnil sokolských závodů za Jednotu Karlín.
Podle policejních přihlášek jeho manželkou byla Stanislava, roz. Hošková (nar. 1881 v Benešově). Dcera Marie se narodila v r. 1904. Dle stejného zdroje se v roce 1906 živil jako litograf, resp. v r. 1911 jako kreslič (zřejmě návrhy reklam a plakátů).
Z doby studia je znám jeho obraz většího formátu Horské údolí, který dobře reprezentuje raná díla Mařákových žáků v pozdně romantickém stylu (Kodl a Zachař, 2006).
Řadu svých obrazů maloval ve Vlašimi a jejím okolí, odkud původně pocházel jeho otec a dědeček. Jeho malířská tvorba je zřejmě málo četná. Není známo, že by byl členem nějakého uměleckého spolku.
Vytvořil krom jiných děl i obsáhlí komplet tzv. "Rodinného loutkového divadla", který byl vydán v roce 1910 pražským nakladatelstvím J. Haase.
Jeho dílo může být snadno zaměněno s obrazy arch. Alberta Vosátky (nar. 1883), který se na svých prvních obrazech okolo r. 1905 signoval obdobným způsobem. Vodítkem je pouze zkratka křestního jména, tj. "A", resp. "V".

## Galerie

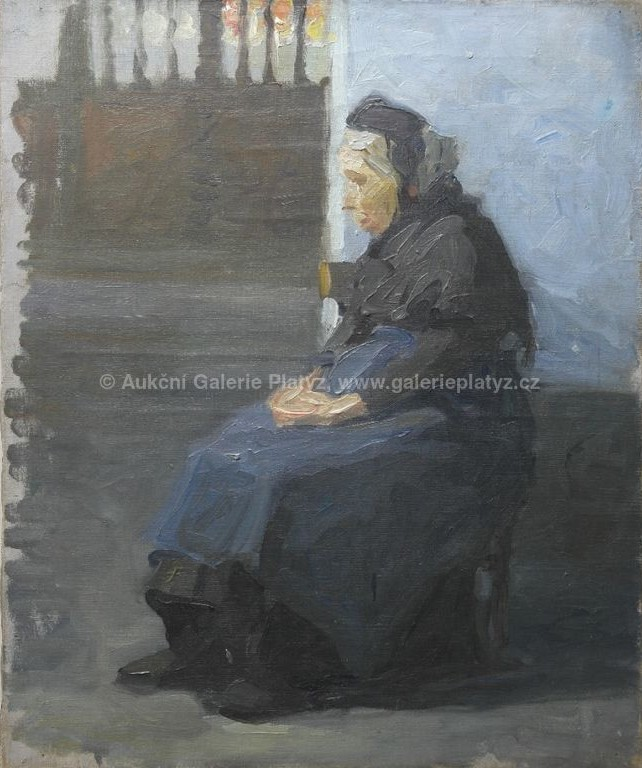
Vratislav Vosátka U vrátek
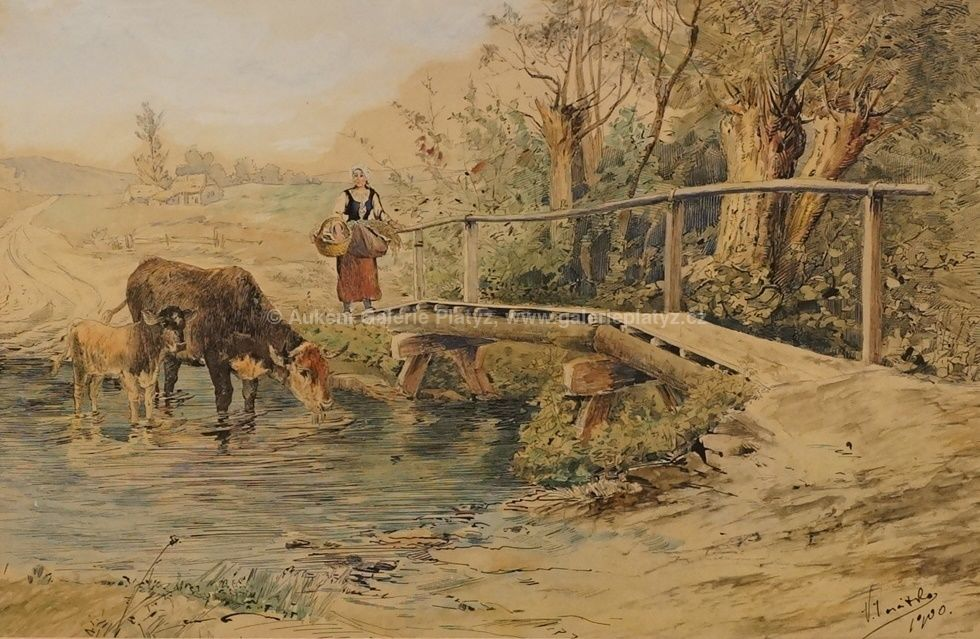
Vratislav Vosátka Na potoce (1900)
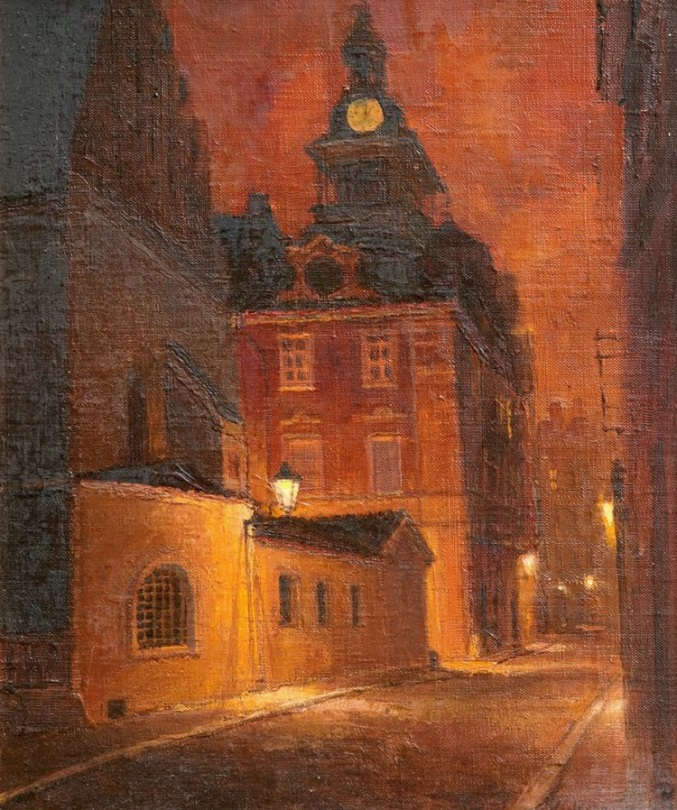
Vratislav Vosátka Večer
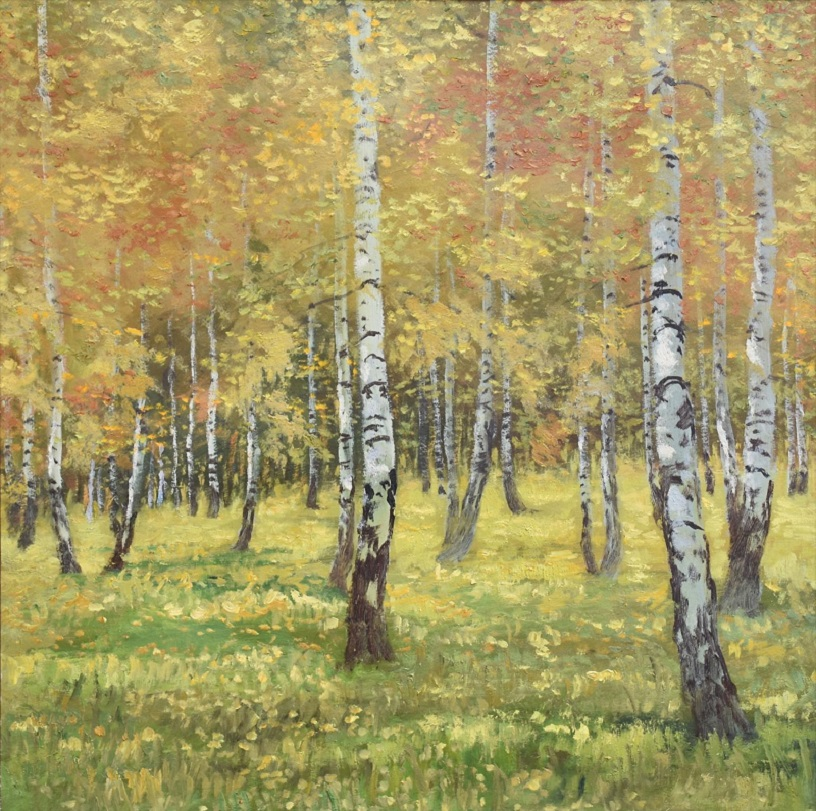
Březový háj (asi 1918)
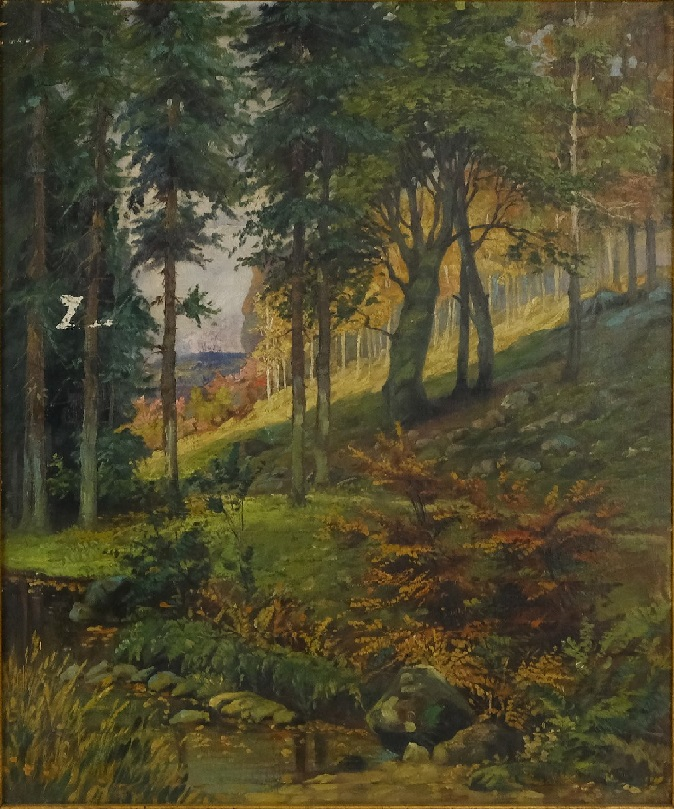
Vratislav Vosátka Lesní partie
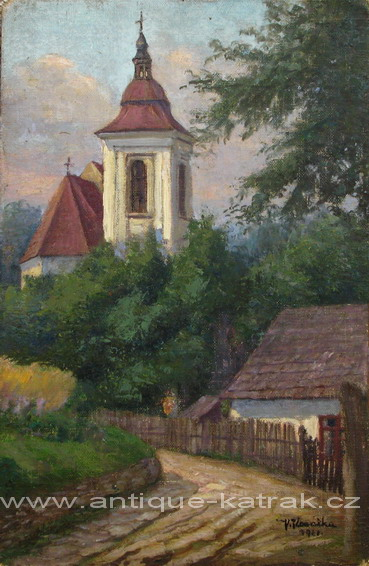
Vratislav Vosátka Náves (1921)
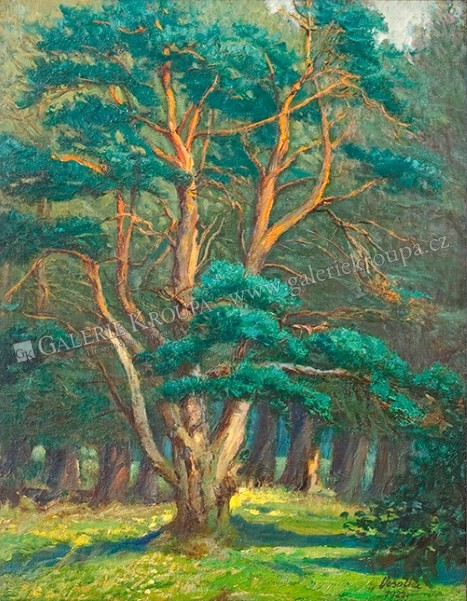
Vratislav Vosátka Borovice (1922)
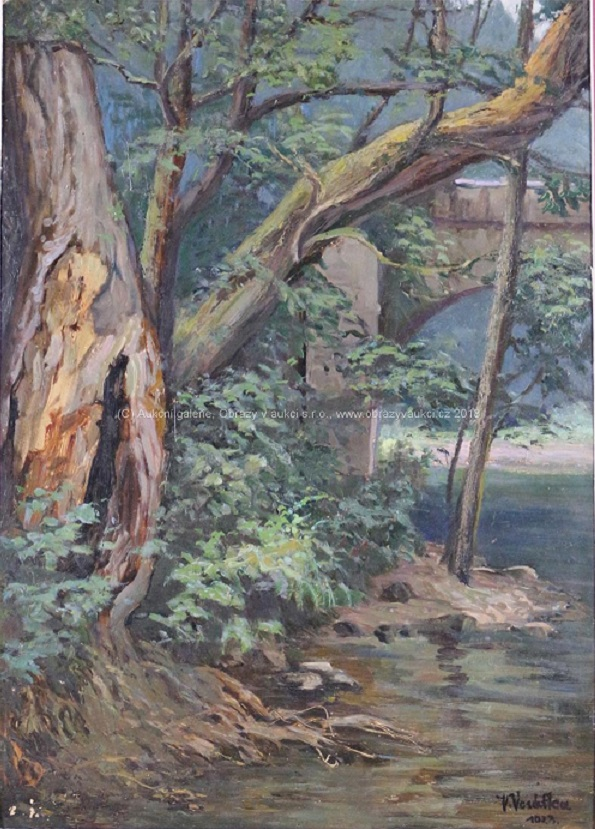
Vratislav Vosátka Vlašimský zámecký park (1923)
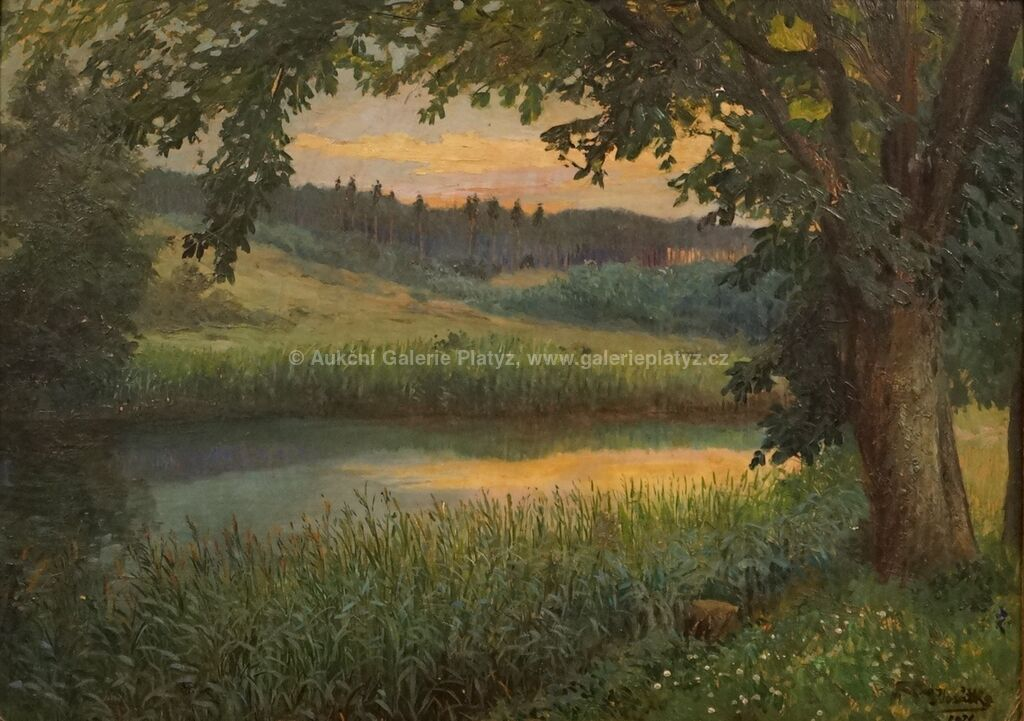
Vratislav Vosátka Letní podvečer (1924)
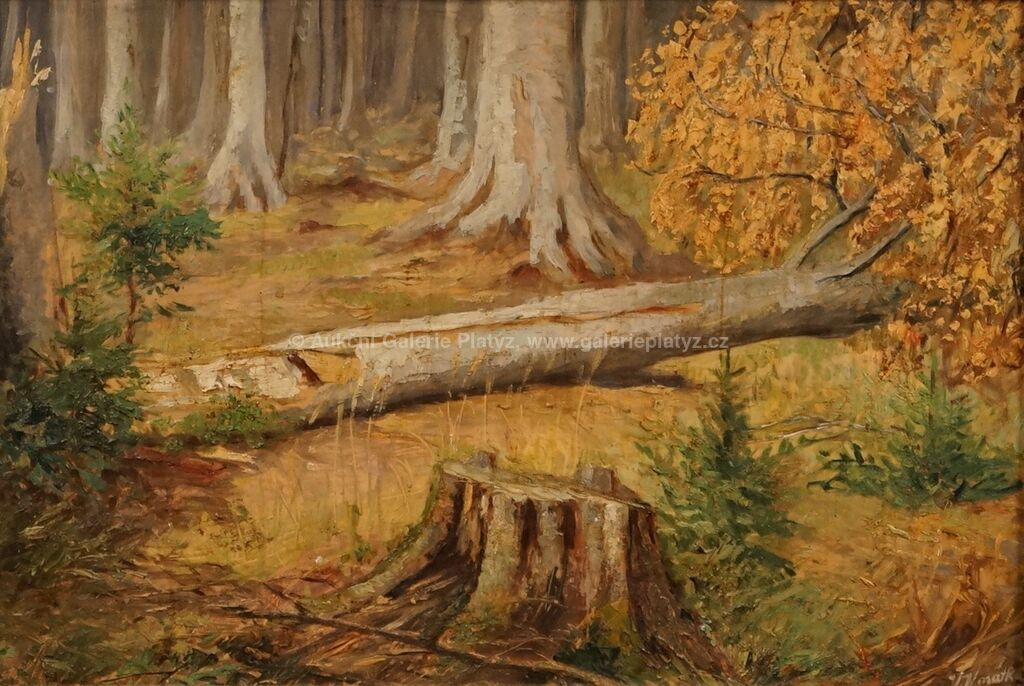
Vratislav Vosátka Padlý strom
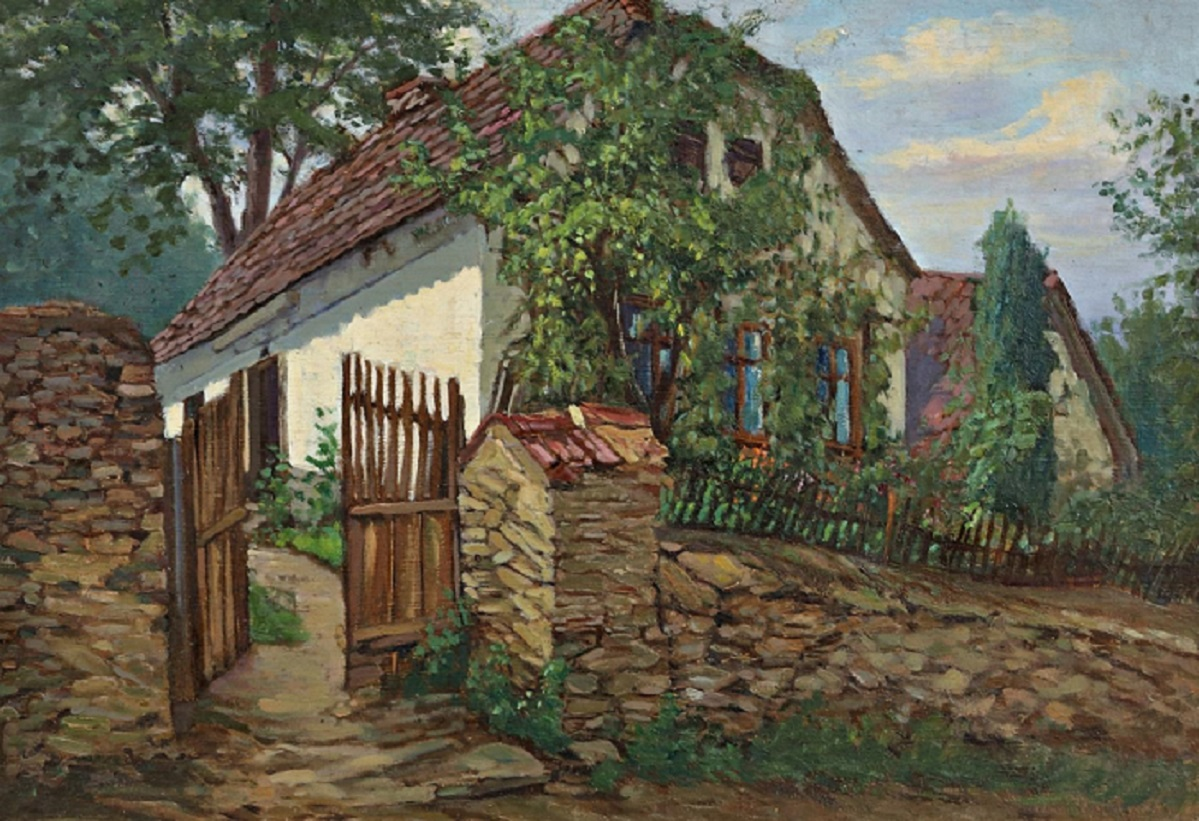
Vratislav Vosátka Stavení
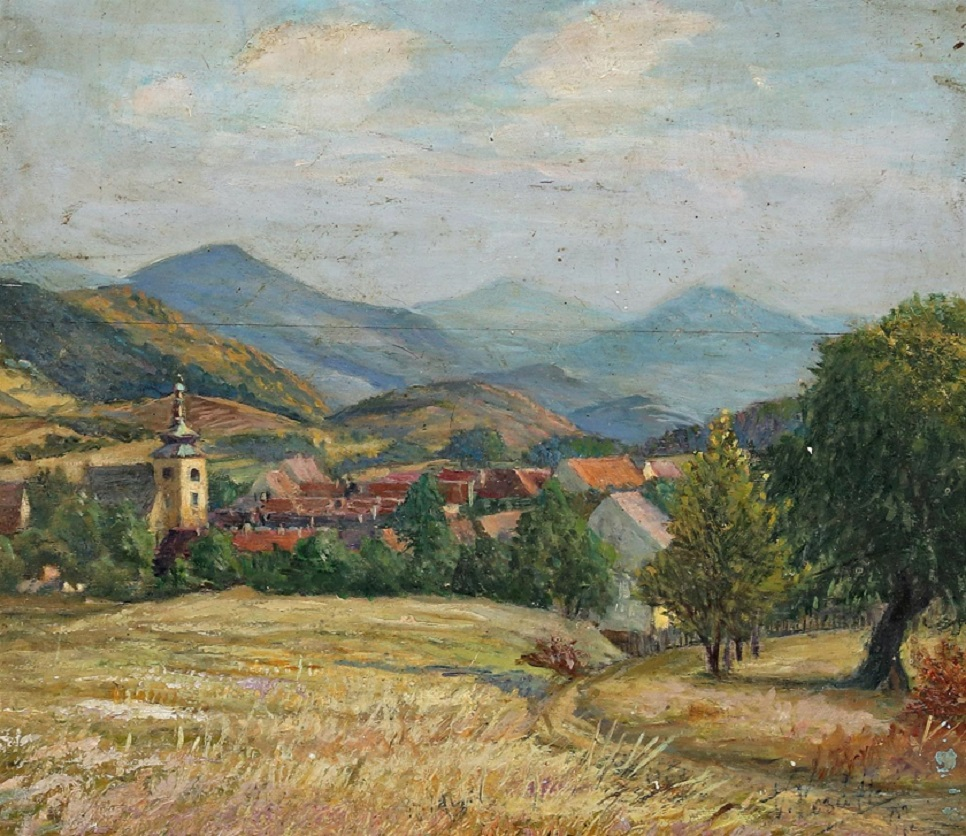
Vratislav Vosátka Pohled do údolí
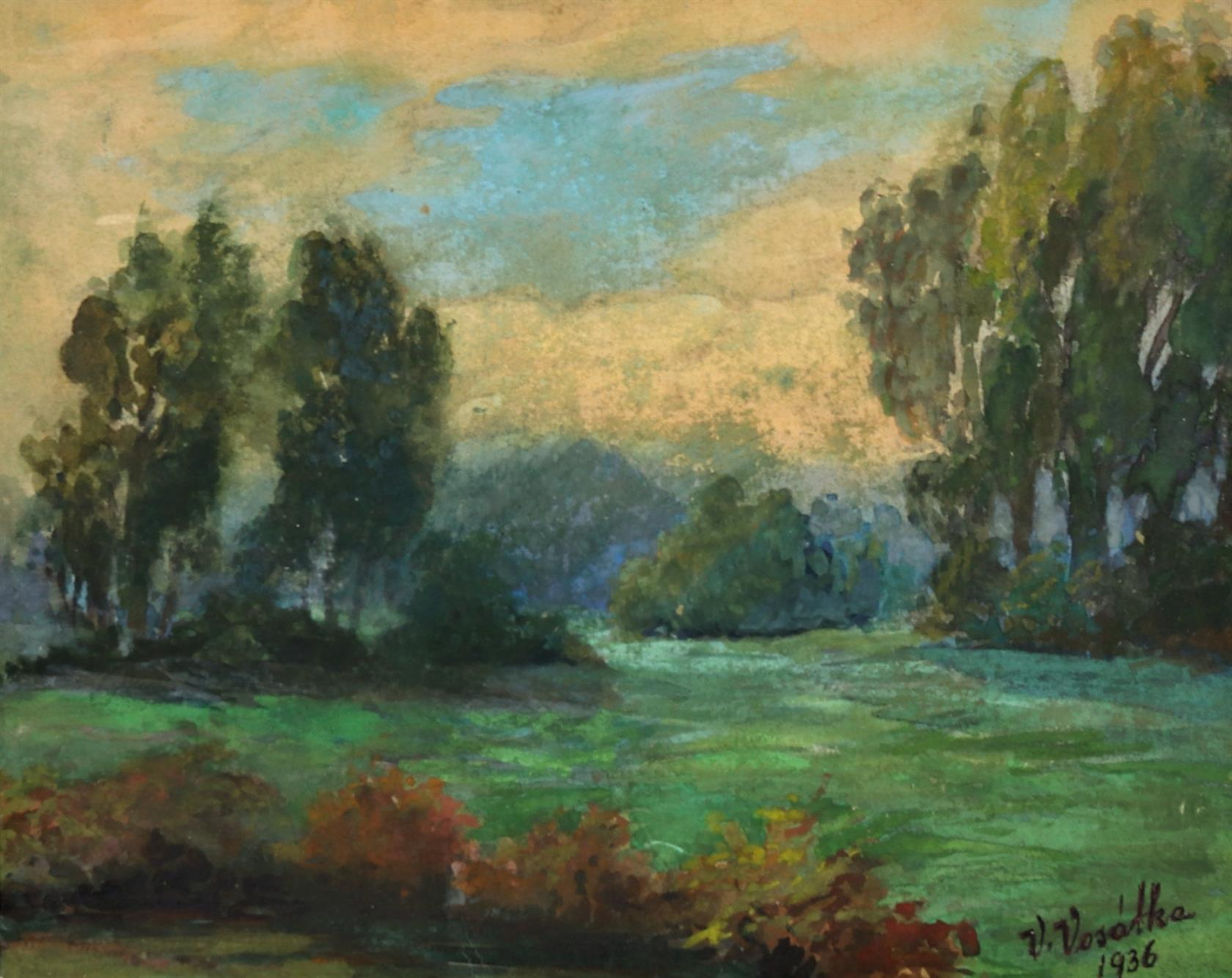
Vratislav Vosátka Krajina (pastel, 1936)
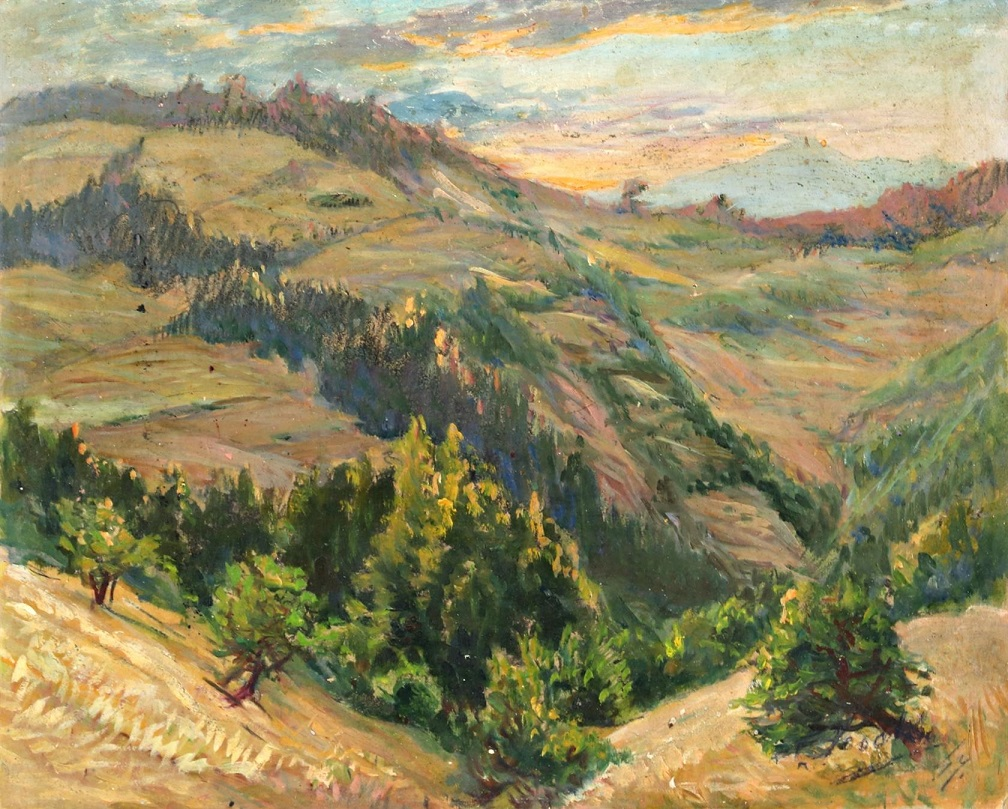
Vratislav Vosátka Západ slunce (1947)
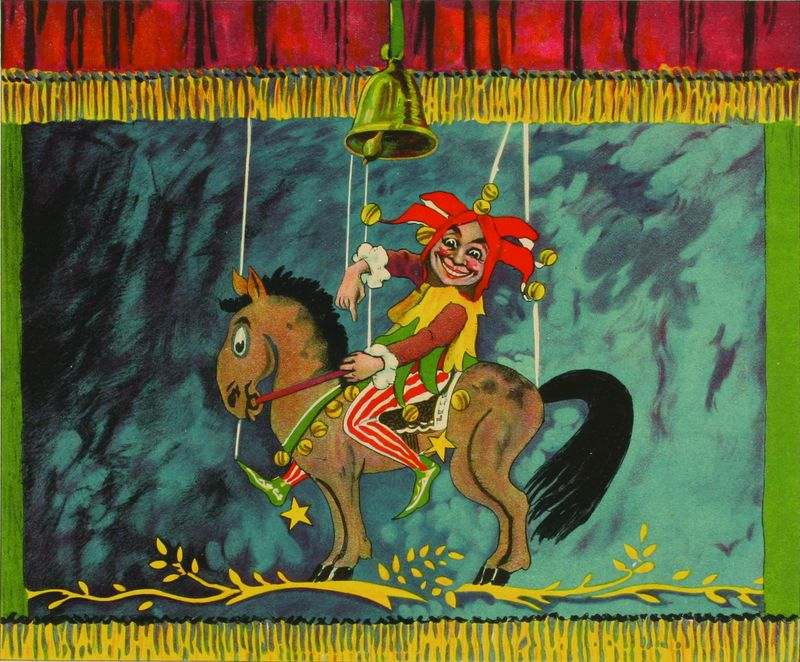
Vratislav Vosátka Kašpárek na koni (1910)
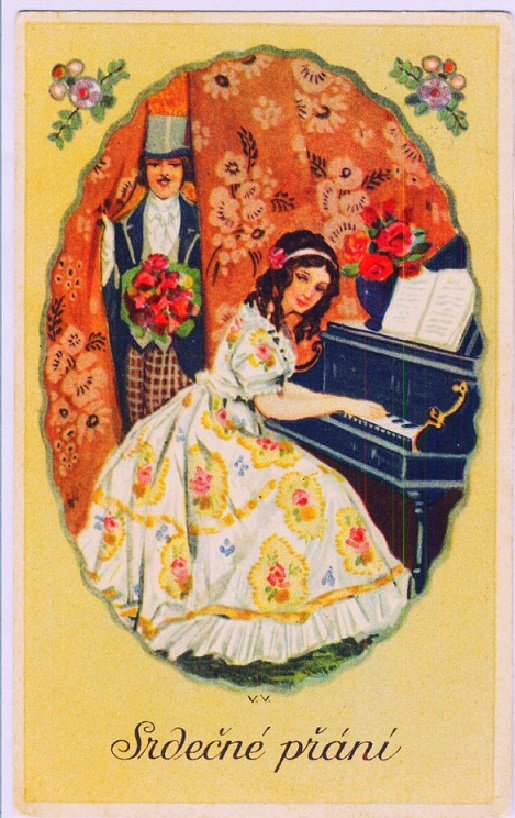
Vratislav Vosátka Srdečné přání
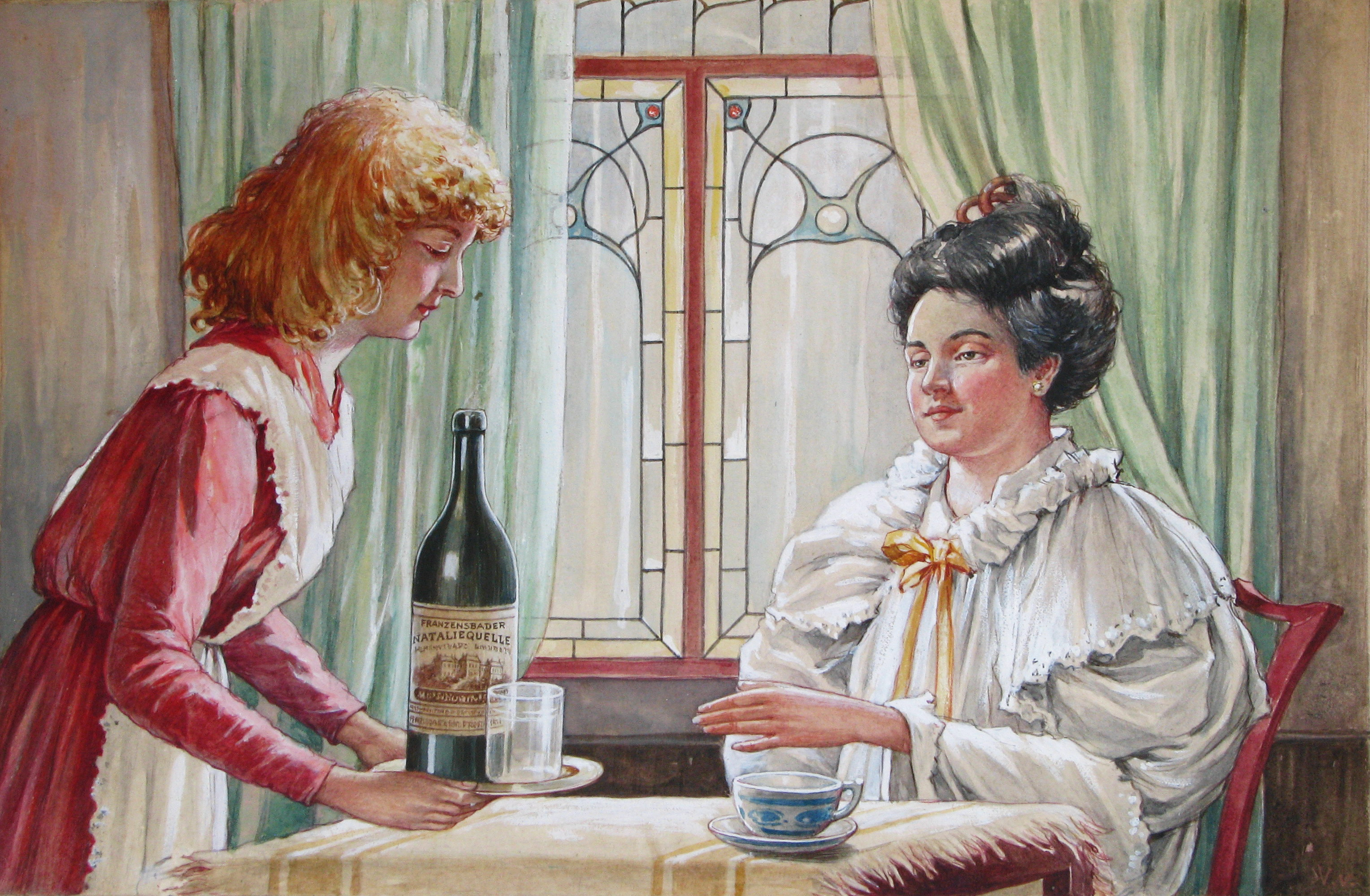
Vratislav Vosátka Návrh reklamy na likér
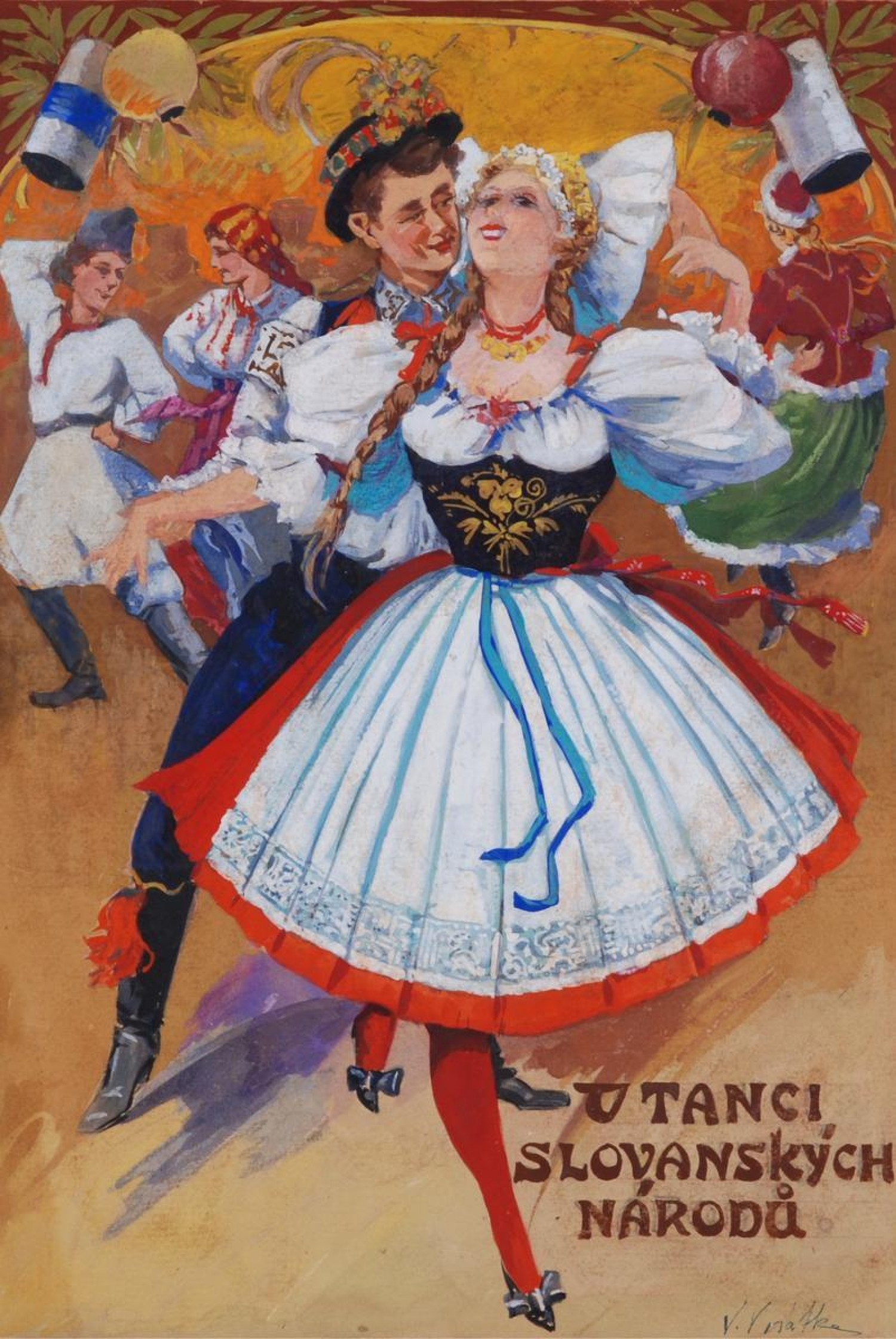
Vratislav Vosátka Návrh na plakát
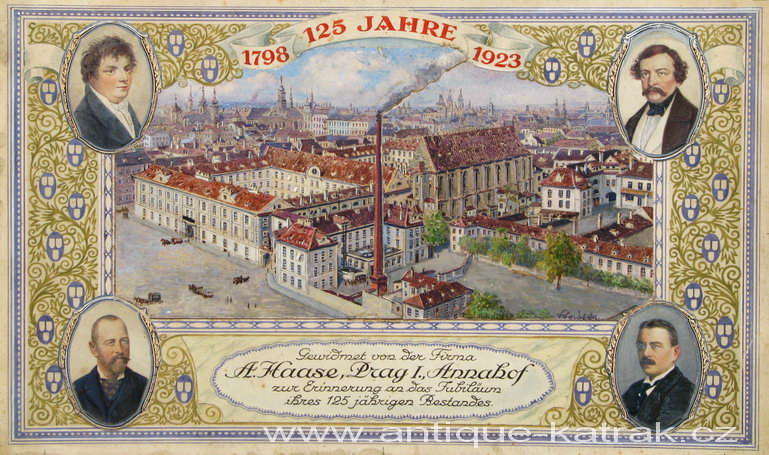
Vratislav Vosátka Návrh na plakát k jubileu firmy A. Haase